# Er-chu

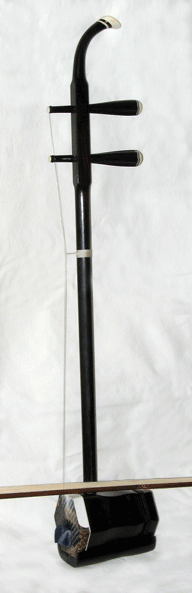
Boční pohled na er-chu

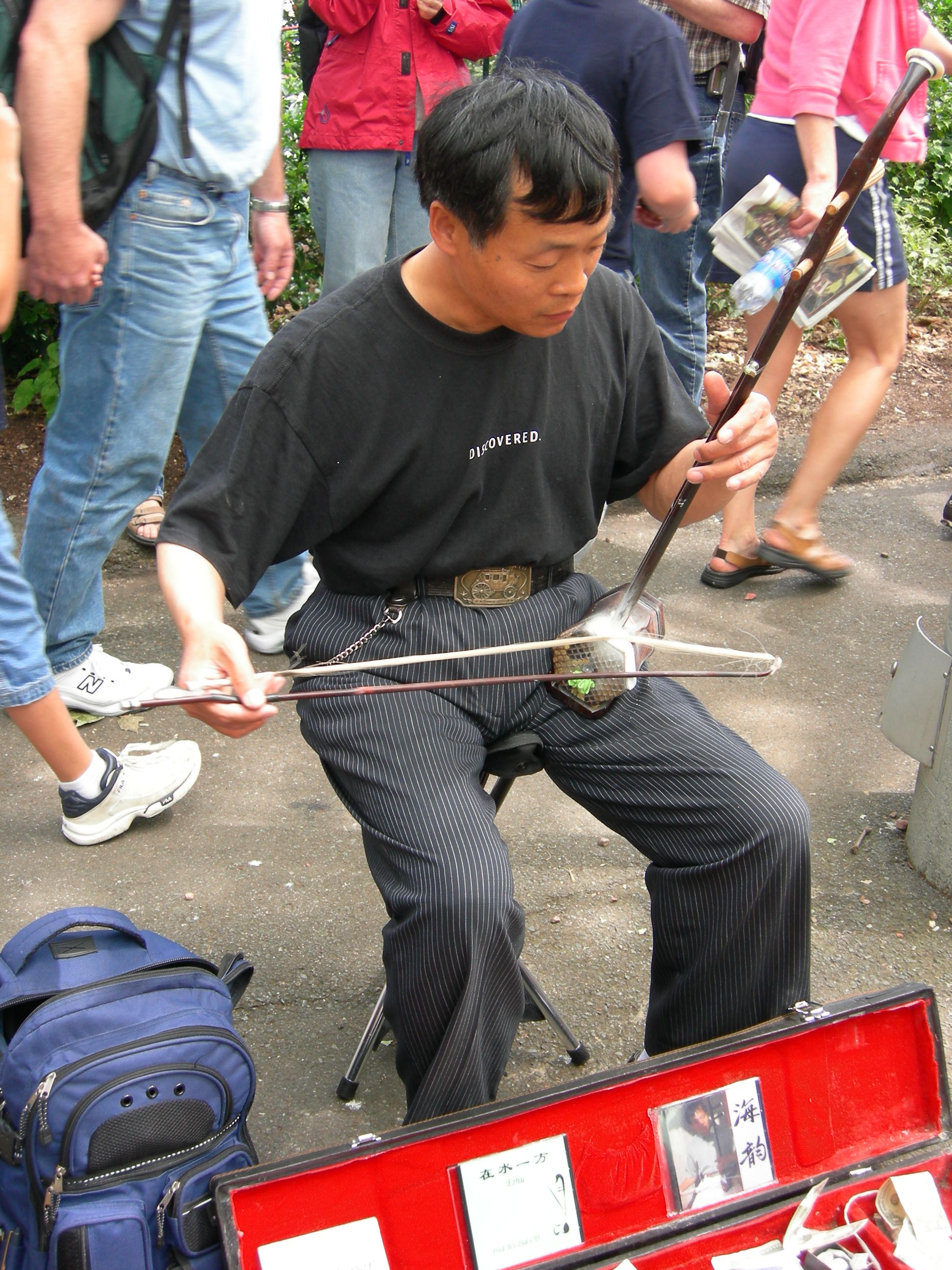
Fred Ji hraje na er-chu

Er-chu (čínsky 二胡, v pchin-jinu èrhú), též dvoustrunné čínské housle, je čínský dvoustrunný smyčcový hudební nástroj, užívaný při sólových výstupech, ale stejně tak dobře se uplatňující i v malých sborech nebo velkých orchestrech.

## Historie
Er-chu je jedním z tradičních hudebních nástrojů Číny, avšak podle spekulací historiků není původní. Podle hudebního teoretika Chen Yanga přišel do Číny ze Střední Asie v 10. století. Nepřímo tuto teorii podporuje mj. fakt, že velké množství kočových národů Střední Asie používá ve své hudbě podobné nástroje, například Mongolové, kteří mu říkají „morrin huur“.
Byl součástí tradičního čínského orchestru (který se zásadně liší od evropského a má velmi komorní ráz, většinou čítá do 20 hráčů), dnes je základem velkých čínských symfonických orchestrů spolu s dalšími tradičními a evropskými nástroji.
Hra na er-chu doznala poměrně velké reformy ve 20. století, kdy přišli skladatelé, kteří studovali jak západní, tak domácí čínské tradice a pokusili se je skloubit, příkladem je Liou Tchien-chua (刘天华/劉天華; Liú Tiānhuá) (1895–1932), který zkomponoval řadu dnes už klasických skladeb pro er-chu.

## Konstrukce a technika hry
Základními částmi nástroje jsou dlouhý svislý krk, na kterém jsou nad sebou upevněny dvě velké ladicí kobylky, a rezonanční těleso, což je u er-chu dutý hranatý válec, potažený kůží krajty. Struny jsou dvě, jsou připjaty ořechem v podobě smyčky z provázku (čchien-ťin, qianjin) asi ve 3/4 krku. Dnes se vyrábí převážně z kovu, dříve se používaly hedvábné struny. Ladí se do kvinty, většinou D4–A4.
Na er-chu se hraje tak, že se nástroj postaví na levé koleno, levou rukou se drží struny a pravou smyčec. Žíně smyčce jsou provléknuty pod strunou A (v případě alternativního ladění pod výše laděnou strunou), takže při hře je tón tvořen oběma stranami žíní.
Hru na er-chu lze studovat na všech čínských konzervatořích, kde se vyučuje tradiční čínská hudba.